# Tyrannochthonius terribilis terribilis
Tyrannochthonius terribilis terribilis es una subespecie de arácnido  del orden Pseudoscorpionida de la familia Chthoniidae.

## Distribución geográfica
Se encuentra en el sureste de Asia.